# Município Lândana
Município Lândana är en kommun i Angola.   Den ligger i provinsen Kabinda, i den nordvästra delen av landet, 400 km norr om huvudstaden Luanda.
I omgivningarna runt Município Lândana växer i huvudsak städsegrön lövskog. Runt Município Lândana är det ganska glesbefolkat, med 34 invånare per kvadratkilometer.